# Route 3 (Paraguay)
Pour les articles homonymes, voir Route 3.
La route 3 (en espagnol : Ruta 3 ou Ruta Nacional N° 3 "General Elizardo Aquino") est une route du Paraguay reliant Asunción à Bella Vista (en). Sa longueur est de 475 km.

## Localités
| Kilomètre | Localité                    | Département      | Intersection        |
| --------- | --------------------------- | ---------------- | ------------------- |
| 0         | Asunción                    | Distrito Capital |                     |
| 14        | Mariano Roque Alonso        | Central          | Route 9             |
| 21        | Limpio                      | Central          |                     |
| 36        | Emboscada (es)              | Cordillera       |                     |
| 65        | Arroyos y Esteros (en)      | Cordillera       |                     |
| 116       | 25 de Diciembre (es)        | San Pedro        |                     |
| 151       | San Estanislao (es)         | San Pedro        | Route 8 et Route 10 |
| 176       | Guayaibí (es)               | San Pedro        |                     |
| 228       | Gral. Isidoro Resquín (en)  | San Pedro        |                     |
| 249       | Lima (es)                   | San Pedro        |                     |
| 255       | Santa Rosa del Aguaray (es) | San Pedro        | Route 11            |
| 353       | Yby Yaú (es)                | Concepción       | Route 5             |
| 475       | Bella Vista (en)            | Amambay          |                     |

## Longueur
| Département      | km  |  |  |
|                  |     |  |  |
| Distrito Capital | 10  |  |  |
| Central          | 16  |  |  |
| Cordillera       | 65  |  |  |
| San Pedro        | 211 |  |  |
| Concepción       | 88  |  |  |
| Amambay          | 85  |  |  |
|                  |     |  |  |
| Total            | 475 |  |  |